# Ногейра, Ариэл
Ариэл Аугусто Ногейра (порт. Ariel Augusto Nogueira; 22 февраля 1910, Петрополис — 1 августа 2005, Рио-де-Жанейро) — бразильский футболист, опорный полузащитник. Участник чемпионата мира 1934 года, но на поле не выходил, всего провёл 20 матчей за сборную Бразилии (только одну официальную в 1934 году). Выступал за клубы «Элленико», «Петрополитано» и «Ботафого», с которым три раза стал чемпионом Федерального округа Бразилии.

## Награды и достижения
- Чемпион Федерального округа (1891—1960) (4): 1930, 1932, 1933, 1934